# 프레이 알스터
프레이 알스터(영어: Flay Allster, 일본어: フレイ・アルスター)는 TV 애니메이션 《기동전사 건담 SEED》에 등장하는 가공의 인물이다. 성우는 쿠와시마 호우코가 담당하였다.

## 인물
- 인종 : 내추럴
- 생년월일 : C.E. 56년 3월 15일
- 사망년월일 : C.E. 71년 9월 27일
- 별자리 : 물고기자리
- 연령 : 15세
- 혈액형 : A형
- 신장 : 162cm
- 체중 : 53kg
- 계급 : 이병 → 상사(지구연합군)
- 머리색 : 짙은 빨간색
- 눈동자색 : 연한 회색

## 같이 보기
- 기동전사 건담 SEED